# Taylor County, West Virginia
Taylor County är ett administrativt område i delstaten West Virginia, USA. År 2010 hade countyt 16 895 invånare. Den administrativa huvudorten (county seat) är Grafton.

## Geografi
Enligt United States Census Bureau har countyt en total area på 455 km². 447 km² av den arean är land och 8 km² är vatten. 

### Angränsande countyn
- Monongalia County - nord
- Preston County - öst
- Barbour County - syd
- Harrison County - väst
- Marion County - nordväst